# MTV Classic (Austrália)
MTV Classic (anteriormente VH1) é um canal de televisão por assinatura australiano. O canal foca na exibição de videoclipes dos anos 1980 aos anos 2000. O canal foi lançado primeiramente na Austrália em 14 de março de 2004, como VH1, e na Nova Zelândia em 1º de junho de 2011.
Em 1 de abril de 2016, o canal foi encerrado, mas foi finalmente revivido em 27 de fevereiro de 2017 na plataforma Fetch TV. Mais tarde, foi revivido na Sky em dezembro daquele ano e foi relançado em 1º de julho de 2020 na Foxtel, substituindo o MAX.

## História
O canal foi ao ar no domingo, 14 de março de 2004, na Foxtel e, logo depois, na Austar e Optus.
Em 10 de fevereiro de 2010, o rebranding para MTV Classic foi anunciado através do site da MTV. A MTV Networks na Austrália confirmou que o VH1 alcançava menos espectadores a cada semana do que seu canal-irmão MTV. Parte do lançamento do canal incluiu um evento musical que substituiu o MTV Australia Awards, realizado em Melbourne no Palace Theatre. Video Killed the Radio Star, de The Buggles, foi o primeiro videoclipe a ser exibido no canal.
Em 29 de outubro de 2013, a MTV anunciou que estava negociando com a Foxtel desde o início de 2013 para oferecer mais diversidade na plataforma, já que MTV Classic e MTV Hits disputavam o mesmo público que os canais MAX e [V] Hits da Foxtel Networks, respectivamente. O canal que substituiu a MTV Classic foi a MTV Dance, um canal dedicado à dance music, hip hop, R&B - o primeiro canal da MTV a ser dedicado a três gêneros musicais diferentes. Embora o MTV Classic e o MTV Hits não estejam mais disponíveis na Foxtel, à epoca, continuaram a ser oferecidos pelo serviço de IPTV australiano FetchTV e pela operadora de TV por assinatura da Nova Zelândia, Sky Television. As mudanças ocorreram em 3 de dezembro de 2013.
Em 1 de dezembro de 2015, a Sky Television substituiu a MTV Classic e a MTV Hits por uma versão local do MTV Music.
Em 28 de fevereiro de 2016, a Fetch TV, a última operadora a distribuir da MTV Classic, anunciou através de sua página no Facebook que o canal encerraria em 1º de abril de 2016.
Em 27 de fevereiro de 2017, a MTV Classic foi relançada na plataforma Fetch TV como resultado de "demanda popular". A Sky Television também adicionaria novamente o canal em 8 de dezembro de 2017. Mais tarde, a MTV Classic foi substituída novamente na Sky pela MTV 80s em 6 de julho de 2020. Em 1 de julho de 2020, a MTV Classic retornou à Foxtel no canal 804, substituindo o MAX, após uma ausência de 7 anos.

## Programas
Todos esses programas vão ao ar sem interrupção. Após o retorno oficial em 2020, a programação foi atualizada para incluir blocos de programação em horários definidos durante grande parte do dia (além das paradas musicais). A programação é quase inteiramente igual ao VH1 Classic Europe.
- 70s & 80s
- 90s & Noughties
- Classic Clock-Off
- Flashback Friday 100
- Good Morning Music
- Memory Lane
- Non-Stop Classics
- Party Mix
- Saturday Night Fever
- Snooze Sunday
- Sunday Sessions
- Superstar Spotlight
- Timeless Tunes
- Turn Back Time
- Windback Tracks
- Weekend Wake-Up
- Yesterday's Hits, Today